# Nové Hrady (stacja kolejowa)
Nové Hrady – stacja kolejowa w miejscowości Nové Hrady, w kraju południowoczeskim, w Czechach. Znajduje się na linii kolejowej nr 199 Czeskie Budziejowice – Gmünd wysokości 475 m n.p.m.. 

## Linie kolejowe
- 199: Czeskie Budziejowice – Gmünd